# Carex simulans
Carex simulans är en halvgräsart som beskrevs av Charles Baron Clarke. Carex simulans ingår i släktet starrar, och familjen halvgräs.

## Underarter
Arten delas in i följande underarter:
- C. s. densiflora
- C. s. simulans